# مصطفى كبها
مصطفى كبها  (ولد 28 نوفمبر 1962) مؤرخ فلسطيني من مواليد قرية ام القطف في المثلث الشمالي، ورئيس قسم في الجامعة المفتوحة.

## سيرته
مصطفى داوود كبها من سلالة يوحسين من المئة السابعة كل سكان القرية تنسب لها. انهى دراسته الثانوية في المدرسة الثانوية الزراعية  في قرية يما.
درس في البكالوريوس تاريخ  عام واللغة العربية ومن ثم الماجستير في تاريخ الشرق الاوسط, موضوع بحثه حول حرب الاستنزاف في عام 1967-1970. وشهادة الدكتوراه كانت في موضوع الصحافة الفلسطينية ودورها في بلورة الرأي العام ما بين السنوات 1929-1939. حاضر في الجامعات والكليات في موضوع  تاريخ الشرق الاوسط. عام  2011 نال درجة لبروفسورة.
ابحاثه.
من خلال بحثه حول حرب الاستنزاف وفق المصادر المصرية، حاور شخصيات مصرية رفيعة وضباط من الجيش المصري محمد فوزي، والصحفي المصري القدير محمد حسنين هيكل الذي كانت له مكانه رفيعة لدى الجمهور المصري.
في 2 أبريل 2024، شَكَلَ الرئيس محمود عباس مجلس إدارة المؤسسة الوطنية لتوثيق تاريخ فلسطين وحفظ الذاكرة والتي تأسست في 1 فبراير 2024، وعينه عضوًا فيه.

## الصحافة الفلسطينية ودورها في بلورة الرأي العام ما بين السنوات 1929-1939
صراع مضاعف ما بين الانتداب البريطاني والاستيطان اليهودي، تأسست ألصحف الفلسطينية مع نهاية المئة 19, حيث صدرت الصحفية الأولى عام 1876. ما يقارب 60 صحيفة فلسطينية ظهرت زمن الانتداب البريطاني.

## اصداراته
- الاستهلاك النقدي لوسائل الاعلام: تغطية النزاع الإسرائيلي - الفلسطيني / تطوير الدورة الدراسيه: كارول دانيال 2012
- الأقلية العربية الفلسطينية في إسرائيل في ظل الحكم العسكري وإرثه /تحرير: مصطفى كبها  كبها، مصطفى، محرر 2014
- الأقلية العربية الفلسطينية في اسرائيل في ظل الحكم العسكري كبها، مصطفى 2014
- علم النفس التربوي - كراسة مقالات /اعداد: أفنر زيف، دفورا بن شير، ياعيل غيرنشطاين; المسئول الأكاديمي: مصطفى كبها 2012
- نحو صياغة رواية تاريخية للنكبة: اشكاليات وتحديات /تحرير، مصطفى كبها. 2006
- هوية وانتماء: مشروع المصطلحات الاساسية للطلاب العرب /تحرير محمد امارة، مصطفى كبها، 2005.[2]

## روابط خارجية
- صفحة مصطفى كبها على فيسبوك
- السجل الأكاديمي لبروفسور مصطفى كبها على موقع الجامعة المفتوحة